# Rècords del Món de Biketrial
Els Rècords del Món de Biketrial són sancionats per la màxima autoritat federativa d'aquest esport, la Unió Internacional de Biketrial (BIU). Normalment, es tracta de fites diverses preestablertes i aconseguides amb una bicicleta de bicitrial, com ara salts d'alçada, de longitud, etc. També entren dins aquesta categoria una sèrie de rècords estadístics assolits pels pilots al llarg de la seva carrera esportiva, com ara la quantitat major de títols mundials o victòries aconseguides en una determinada categoria.
A 1 de gener de 2012

## Rècords mundials programats per la BIU
| Pilot           | Especialitat            | Rècord     | Lloc                   | Data       | Bicicleta  |
| --------------- | ----------------------- | ---------- | ---------------------- | ---------- | ---------- |
| Andreas Navrade | Graó frontal 20"        | 180,20 cm. | IFMA, Alemanya         | 25-09-1999 | Monty      |
| Ot Pi           | Graó frontal 26"        | 175,15 cm. | Singapur               | 24-09-2000 | Monty      |
| Jorge Galí      | Salt frontal 20"        | 123,50 cm. | IFMA, Alemanya         | 25-09-1999 | Monty      |
| David Cachón    | Salt frontal 26"        | 94,00 cm.  | Llac Tahoe, Califòrnia | 18-07-1997 | Scott      |
| Dani Comas      | Salt lateral 20"        | 132,00 cm. | BikeShow, Barcelona    | 15-05-2010 | Monty      |
| Ot Pi           | Salt lateral 26"        | 101,50 cm. | Singapur               | 24-09-2000 | Monty      |
| Andreas Navrade | Wheeling sense pedalar  | 65,04 m.   | IFMA, Alemanya         | 25-09-1999 | Monty      |
| César Cañas     | Saltar 40 tanques       | 90 segons  | Castellví de Rosanes   | 28-07-2002 | Monty      |
| César Cañas     | Saltar 40 tanques       | 90 segons  | Makuhari Chiba, Japó   | 14-03-2006 | Monty      |
| Keigou Arizono  | Salt amb caiguda lliure | 422,00 cm. | Makuhari Chiba, Japó   | 20-12-2005 | Cannondale |

## Rècords mundials estadístics

### Títols mundials
| Pilot             | Concepte                                                       | Rècord |
| ----------------- | -------------------------------------------------------------- | ------ |
| César Cañas       | Campionats del Món de biketrial a les categories Elit + Màster | 9      |
| César Cañas       | Campionats del Món a la categoria Elit                         | 8      |
| Gabriela Danikova | Campionats del Món a la categoria Fèmina                       | 7      |
| Ot Pi             | Campionats del Món a la categoria Màster                       | 4      |

### Victòries
| Pilot       | Concepte                                                              | Rècord |
| ----------- | --------------------------------------------------------------------- | ------ |
| César Cañas | Proves guanyades del Campionat del Món a les categories Elit + Màster | 28     |
| César Cañas | Proves guanyades del Campionat del Món a la categoria Elit            | 26     |
| Ot Pi       | Proves guanyades del Campionat del Món a la categoria Màster          | 17     |